# Юбилейная медаль «75 лет Победы в Великой Отечественной войне 1941—1945 гг.»
Юбилейная медаль «75 лет Победы в Великой Отечественной войне 1941—1945 гг.» — юбилейная медаль Российской Федерации, учреждённая Указом Президента Российской Федерации от 13 июня 2019 года № 277.

## Положение о медали
Юбилейной медалью «75 лет Победы в Великой Отечественной войне 1941—1945 гг.» награждаются:
- военнослужащие и лица вольнонаемного состава, принимавшие в рядах Вооруженных Сил СССР участие в боевых действиях на фронтах Великой Отечественной войны, партизаны и члены подпольных организаций, действовавших в период Великой Отечественной войны на временно оккупированных территориях СССР, военнослужащие и лица вольнонаемного состава, служившие в период Великой Отечественной войны в Вооруженных Силах СССР, лица, награжденные медалями «За победу над Германией в Великой Отечественной войне 1941 - 1945 гг.», «За победу над Японией», а также лица, имеющие удостоверение к медали «За победу над Германией в Великой Отечественной войне 1941 - 1945 гг.» либо удостоверение участника войны, подтверждающее участие в Великой Отечественной войне 1941 - 1945 годов;
- труженики тыла, награжденные за самоотверженный труд в годы Великой Отечественной войны орденами СССР, медалями «За доблестный труд в Великой Отечественной войне 1941 - 1945 гг.», «За трудовую доблесть», «За трудовое отличие», «За оборону Ленинграда», «За оборону Москвы», «За оборону Одессы», «За оборону Севастополя», «За оборону Сталинграда», «За оборону Киева», «За оборону Кавказа», «За оборону Советского Заполярья», а также лица, имеющие знак «Жителю блокадного Ленинграда» либо удостоверение к медали «За доблестный труд в Великой Отечественной войне 1941 - 1945 гг.»;
- лица, проработавшие в период с 22 июня 1941 г. по 9 мая 1945 г. не менее шести месяцев, исключая период работы на временно оккупированных территориях СССР;
- бывшие несовершеннолетние узники концлагерей, гетто и других мест принудительного содержания, созданных фашистами и их союзниками в период Второй мировой войны;
- граждане иностранных государств, не входящих в Содружество Независимых Государств, сражавшиеся в составе воинских национальных формирований в рядах Вооруженных Сил СССР, в составе партизанских отрядов, подпольных групп, других антифашистских формирований, внесшие значительный вклад в Победу в Великой Отечественной войне 1941 - 1945 годов и награжденные государственными наградами СССР или Российской Федерации.

Юбилейная медаль «75 лет Победы в Великой Отечественной войне 1941—1945 гг.» носится на левой стороне груди и располагается после медали «70 лет Победы в Великой Отечественной войне 1941—1945 гг.».

## Описание медали
Юбилейная медаль «75 лет Победы в Великой Отечественной войне 1941—1945 гг.» изготавливается из металла серебристого цвета и имеет форму круга диаметром 32 мм.
На лицевой стороне медали — изображение фигуры воина-победителя, стоящего вполоборота, одетого в полевую форму одежды времен Великой Отечественной войны 1941 - 1945 годов, держащего в левой руке пистолет-пулемет Шпагина (ППШ), правой рукой пишущего на стене здания Рейхстага слово «Победа!». Под словом «Победа!» — друг под другом цифры «1945» и «2020».
На оборотной стороне медали, в центре, - надпись: «75 ЛЕТ ПОБЕДЫ В Великой Отечественной войне 1941 - 1945». Надпись снизу обрамлена двумя лавровыми ветвями, между которыми расположено изображение пятиконечной звезды.
Края медали окаймлены бортиком. Все изображения, надписи и цифры на медали рельефные.
Медаль при помощи ушка и кольца соединяется с пятиугольной колодкой, обтянутой шёлковой муаровой лентой серого цвета с двумя продольными синими полосами по краям. Ширина ленты - 24 мм. Посередине ленты — пять чередующихся полос чёрного и оранжевого цветов. Все полосы шириной 1,0 мм.
Лента медали сочетает в себе цвета лент медали «За отвагу» и ордена Славы.

## Награждения
Первое награждение провёл Президент России Владимир Путин 18 января 2020 года во время встречи с ветеранами Великой Отечественной войны в Санкт-Петербурге. Было награждено четыре человека.
В конце января состоялись первые награждения ветеранов в регионах главами субъектов Российской Федерации, а также начались награждения во всех муниципальных образования, городах и деревнях. В начале февраля 2020 года награды ветеранам Великой Отечественной войны, проживающим за рубежом, начали вручать посольства Российской Федерации.
4 февраля 2020 года Министр обороны России генерал армии Сергей Шойгу вручил медаль Маршалу Советского Союза Дмитрию Язову.
5 мая 2020 года министру иностранных дел КНДР была передана медаль, которой согласно указу Президента России был награждён глава КНДР Ким Чен Ын.